# Línea 510 (Santiago de Chile)
La Línea 510 de Red (anteriormente llamado Transantiago) une Pudahuel Sur con Río Claro, recorriendo toda la Avenida Libertador General Bernardo O'Higgins.
La 510 es uno de los recorridos principales del sector poniente de Pudahuel Sur, así como también de acceso a la Avenida La Estrella y el centro cívico de la comuna de Peñalolén, acercándolos en su paso, también al Metro Los Héroes y a través de la Avenida Las Parcelas.
Forma parte de la UN 5, operada por Metbus, correspondiéndole el color turquesa a sus buses.

## Flota
El servicio 510 era operado principalmente con máquinas de 12 metros, con chasís Mercedes Benz O500U carrozadas por Caio Induscar (Mondego H), los cuales tienen capacidad de 90 personas. En ciertos horarios de mayor afluencia de público, se incorporaban buses articulados de 18 metros con capacidad de 140 personas, cuyo chasis es Mercedes Benz O500UA y fueron carrozados por Caio Induscar (Mondego HA).
Actualmente, desde el 12 de octubre del 2019 este servicio es operado con buses eléctricos BYD K9FE, producto de la incorporación de buses eléctricos al resto de los recorridos del corredor de Avenida Grecia.

## Historia
La línea 510 fue concebida como una de las principales rutas del plan original de Transantiago, al cruzar la ciudad de punta a punta. Su preponderancia aumenta al ser la línea que se sobrepone a la mayoría del trazado de la Línea 1 del Metro de Santiago, la principal de la red del ferrocarril metropolitano.
El 1 de julio de 2012 se fusionó con el recorrido J14, pasando a servir las comunas de Pudahuel, Lo Prado, Estación Central y Santiago.
El 14 de enero del 2017 la variante corta denominada 510c es eliminada para abastecer de más buses al servicio 516.
El 12 de octubre de 2019, cambia su trazado y ahora sale desde el Terminal Río Claro en José Arrieta por lo que dejará de circular por las calles Diagonal Las Torres, Los Baqueanos y Río Claro en la comuna de Peñalolén.

## Trazado

### 510 Pudahuel Sur - Río Claro
| - Comuna de Maipú - Caletera Vespucio - Marta Ossa Ruiz - Comuna de Pudahuel - Av. La Estrella - Av. La Travesía - Av. Teniente Cruz - Comuna de Lo Prado - Av. General Bonilla - Comuna de Estación Central - Av. Libertador Bernardo O'Higgins - Comuna de Santiago - Av. Libertador Bernardo O'Higgins - Manuel Rodríguez - Blanco Encalada - Plaza Ercilla - Av. Tupper - El Parque - Av. Manuel Antonio Matta - Comuna de Ñuñoa - Av. Manuel Antonio Matta - Av. Grecia - Comuna de Peñalolén - Av. Grecia - Ictinos - Av. Oriental - Av. Las Parcelas - Río Claro | - Comuna de Peñalolén - Río Claro - Av. Las Parcelas - Av. Tobalaba - Av. Grecia - Comuna de Ñuñoa - Av. Grecia - Av. Manuel Antonio Matta - Comuna de Santiago - Av. Manuel Antonio Matta - El Parque - Av. Tupper - Plaza Ercilla - Blanco Encalada - Vergara - Av. Libertador Bernardo O'Higgins - Comuna de Estación Central - Av. Libertador Bernardo O'Higgins - Ganimedes - Av. Ecuador - Comuna de Lo Prado - Av. General Bonilla - Comuna de Pudahuel - Av. Teniente Cruz - Av. La Travesía - Av. La Estrella - Av. Los Mares - Comuna de Maipú - Caletera Vespucio |

## Puntos de interés
- Boston College Longitudinal
- Metro Barrancas
- Talleres de Metro Neptuno
- Metro Pajaritos
- Metro Las Rejas
- Clínica Bicentenario y Hospital del Profesor
- Metro San Alberto Hurtado
- Terminales de Buses Sur y Alameda
- Mall Plaza Alameda
- Estación Central y Terminal San Borja
- Centro de Santiago
- Metro Los Héroes
- Metro Universidad de Chile
- Metro Irarrázaval
- Metro Estadio Nacional
- Mall Portal Ñuñoa
- Rotonda Grecia
- Municipalidad de Peñalolén